# Aéroport international de Norwich
L'aéroport international de Norwich est un aéroport situé à Norwich dans le comté de Norfolk en Angleterre. En 2014, l'aéroport de Norwich était le 29e plus fréquenté du Royaume-Uni. 
Il offre diverses destinations au Royaume-Uni et en Europe.

## Situation

### Carte des aéroports commerciaux d'Angleterre
| Birmingham Bournemouth Bristol Doncaster · Sheffield Durham · Tees Valley East Midlands Exeter Humberside Land's · End Leeds-Bradford Liverpool L.-City L.-Gatwick L.-Heathrow L.-Luton L.-Southend L.-Stansted Lydd Manchester Newcastle · Upon Tyne Newquay · Cornouailles Norwich Southampton St Mary des Sorlingues Carlisle Lake |

## Statistiques
Pour des raisons techniques, il est temporairement impossible d'afficher le graphique qui aurait dû être présenté ici.

Voir la requête brute et les sources sur Wikidata.

## Compagnies et destinations
| Compagnies   | Destinations |
| ------------ | --- |
| Blue Islands | En saison : Jersey |
| KLM          | Amsterdam |
| Loganair     | Aberdeen-Dyce |
| TUI Airways  | Ténériffe-Sud Reine Sofia En saison : - Corfou-I. Kapodístrias, - Dalaman, - Héraklion-N. Kazantzákis, - Ibiza, - Minorque-Mahón, - Palma de Majorque, - Paphos, - Rhodes-Diagoras |

Édité le 31/01/2020  Actualisé le 30/03/2023